# Токсикологија
Токсикологија (од грчких речи токсикон и логос) је наука о неповољним утицајима хемикалија на живе организме. Она проучава симптоме, механизме, лечење и откривање биолошког тровања — посебно тровања људи. Главни критеријум токсичности хемикалије је доза, то јест степен излагања супстанци. Може се рећи да су скоро све супстанце токсичне под одређеним условима. Парацелзус, отац модерне токсикологије је рекао да „доза одређује отров“. Фактори који утичу на хемијску токсичност укључују дозу, трајање излагања (било да је акутна или хронична), начин излагања, врсту, старост, пол и животну средину. Токсиколози су стручњаци за отрове и тровања. Постоји покрет за токсикологију засновану на доказима као део ширег покрета ка праксама заснованим на доказима. Токсикологија тренутно доприноси пољу истраживања рака, јер се неки токсини могу користити као лекови за убијање туморских ћелија. Један од најбољих примера за то су протеини који инактивирају рибозоме, тестирани у лечењу леукемије.
Многе супстанце које се сматрају отровима су токсичне само индиректно. Метанол, је пример, јер сам по себи није токсичан, али се у јетри хемијским путем претвара у формалдехид, који је отрован. Многи молекули лекова у јетри постају токсични — добар пример је ацетоминофен (парацетамол), посебно у присуству алкохола. Генетички варијабилитет одређених ензима јетре чини да се токсичност одређених једињења разликује од појединца до појединца. Како задаци постављени пред одређени ензим јетре могу да индукују активност у другом, многи молекули постају токсични само у комбинацији са другим молекулима. Скуп активности којима је заокупљен велики број токсиколога укључује изучавање који ензими јетре претварају молекул у отров, шта су токсични производи ове конверзије и под којим условима и у којим појединцима се ова конверзија одиграва. 
Термин ЛД50 се односи на дозу токсичне супстанце која убија 50 процената тест-популације (обично пацова или других сурогата када се тест тиче токсичности за људе). ЛД50 процене код животиња су престале да се користе 1991. године, и нису више неопходне за регулаторне податке као део пред клиничког развоја. Термин вишеструка хемијска осетљивост је контроверзна дијагноза које индицира да особа пати од алергијских симптома које узрокују количине хемикалија из окружења у траговима. Израз токсикологија не треба мешати са изразом токсинологија. Токсинологија је специјализована област токсикологије која се бави биолошким токсинима, попут змијских отрова или отровних биљака.

## Историја
Диоскорид, грчки лекар на двору римског цара Нерона, направио је први покушај да класификује биљке према њиховом токсичном и терапеутском дејству. Ибн Вашија је написао Књигу о отровима у 9. или 10. веку. Овоме је следио рад Кагендра Мани Дарпана из 1360. године.
Теофрастус Филипус Оролиус Бомбастус фон Хохенхајм (1493–1541) (који се такође назива Парацелзус, јер је веровао да су његове студије биле изнад или изван дела Целза – римског лекара из првог века) сматра се „оцем“ токсикологије. Њему се приписује класична токсиколошка максима, „Alle Dinge sind Gift und nichts ist ohne Gift; allein die Dosis macht, dass ein Ding kein Gift ist.“. што се преводи као: „Све ствари су отровне и ништа није без отрова; само доза чини ствар неотровном.” Ово се често сажима на: „Доза чини отров“ или на латинском „Sola dosis facit venenum“.‍:30
Матје Орфила се такође сматра модерним оцем токсикологије, пошто је овој теми дао свој први формални третман 1813. године у раду с насловом Traité des poisons, такође названом Општа токикологија.

Године 1850, Жан Стас је постао прва особа која је успешно изоловала биљне отрове из људског ткива. То му је омогућило да идентификује употребу никотина као отрова у случају убиства Бокармеа, обезбеђујући доказе потребне да се белгијски гроф Хиполит Висарт де Бокарме осуди за убиство његовог зета.

## Основни принципи
Циљ процене токсичности је да се идентификују нежељени ефекти супстанце. Нежељени ефекти зависе од два главна фактора: i) начина излагања (орални, инхалациони или дермални) и ii) дозе (трајање и концентрација изложености). Да би се истражила доза, супстанце се тестирају на акутним и хроничним моделима. Генерално, различите групе експеримената се спроводе да би се утврдило да ли супстанца изазива рак и да би се испитали други облици токсичности.
Фактори који утичу на хемијску токсичност:
- Дозирање
  - Проучавају се и велике појединачне експозиције (акутне) и континуиране мале експозиције (хроничне).
- Пут излагања
  - Гутање, удисање или апсорпција коже
- Остали фактори
  - Врсте
  - Старост
  - Пол
  - Здравље
  - Животна средина
  - Индивидуалне карактеристике

Дисциплина токсикологије засноване на доказима настоји да транспарентно, доследно и објективно процени доступне научне доказе како би одговорила на питања у токсикологији, проучавању штетних ефеката хемијских, физичких или биолошких агенаса на живе организме и животну средину, укључујући превенцију и ублажавање таквих ефеката. Токсикологија заснована на доказима има потенцијал да одговори на забринутост у токсиколошкој заједници у вези са ограничењима тренутних приступа процени стања науке. То укључује забринутост у вези са транспарентношћу у доношењу одлука, синтезом различитих врста доказа и проценом пристрасности и кредибилитета. Токсикологија заснована на доказима има своје корене у ширем кретању ка праксама заснованим на доказима.

## Методе испитивања
Експерименти токсичности могу бити спроведени ин виво (користећи целу животињу) или ин витро (тестирање на изолованим ћелијама или ткивима), или ин силико (у компјутерској симулацији).

### Животиње
Класично експериментално средство токсикологије је тестирање на животињама. Пример моделних организама је Galleria mellonella, која може да замени мале сисаре, и зебраца, која омогућава проучавање токсикологије код кичмењака нижег реда ин виво. Од 2014. таква испитивања на животињама пружају информације које нису доступне другим средствима о томе како супстанце функционишу у живом организму. Неке организације се противе употреби животиња за токсиколошка испитивања из разлога добробити животиња, а ограничена су или забрањена под одређеним околностима у одређеним регионима, као што је за тестирање козметике у Европској унији.